# Iudith Szabo
Ida Iudith Szabó (născută Steiner; n. 5 iunie 1928, Sântana, România – d. 18 februarie 2025) a fost un medic chirurg, conferențiar la Universitatea de Medicină și Farmacie „Iuliu Hațieganu” din Cluj, prima femeie chirurg generalist din Transilvania.

## Biografie
Ida Iudith (ortografiată și Judith, Iuditha sau Judit) Steiner s-a născut în 5 iunie 1928, în orașul Sântana, județul Arad, ca fiică a lui Izidor, comerciant, și a soției sale Jolán (n. Bárdos), casnică, originară din Košice. Familia Steiner deținea magazinul de pielărie din Sântana. Judith a urmat școala primară în localitatea natală și prima clasă de gimnaziu în Arad, însă după intrarea în vigoare a legilor rasiale din România, a fost exmatriculată din școala publică, continuându-și studiile la Liceul Evreiesc din Arad, înființat de comunitatea evreieacă locală. În iunie 1941, potrivit decretului MAI din 21 iunie 1941, familia Steiner a fost obligată să-și părăsească domiciliul (casa proprietate personală) din Sântana și să se mute la Arad, reședința de județ. Nici după eliberarea Aradului familia Steiner nu s-a mai întors la Sântana întrucât își pierduse avutul în timpul războiului. 
După război, Judith s-a înscris la Liceul Ghiba Birta din Arad, pe care l-a absolvit în 1947. În același an a dat admitere la Facultatea de Medicină Generală a Institutului de Medicină și Farmacie din Cluj. Din anul IV de facultate s-a îndreptat către chirurgie, fiind prima femeie din Transilvania care a practicat această specialitate.
În 1953, imediat după obținerea diplomei, Judith Steiner a fost repartizată ca medic chirurg la Vișeu de Sus, unde a practicat medicina timp de zece ani, asigurând asistența chirurgicală locuitorilor din raionul Vișeu de Sus, în mare parte țărani și muncitori forestieri. În total erau doar trei medici chirurgi și două surori instrumentale, care au făcut față aproape eroic în condițiile precare ale timpului. În 1959 s-a căsătorit cu László Szabó, medic stomatolog în Vișeu de Sus.
În 1964 Judith Steiner (căs. Szabó) a reușit la concursul pentru postul de asistent universitar, specialitatea chirurgie generală, de la Institutul de Medicină și Farmacie din Cluj.
Între anii 1964-1991, cariera universitară a lui Judith Szabó s-a împletit cu cea de medic primar chirurg la Clinica de Chirurgie I din Cluj, Iudith Szabó este considerată prima-femeie chirurg generalist din Transilvania..
După pensionarea din anul 1991, Iudith Szabó a predat ani de zile la Școala Postliceală de Asistente Medicale a Fundației Diakónia din Cluj.

## Studii
- Liceul Evreiesc din Arad (1942-1944)
- Liceul Ghiba Birta Arad (1944-1947)
- Institutul de Medicină și Farmacie din Cluj (1947-1953), Facultatea de Medicină Generală

## Titluri științifice
În 1973 a obținut titlul de doctor în medicină, La Institutul de Medicină și Farmacie din Cluj, conducător științific Aurel Nana, cu teza: Efectele splenectomiei asupra restructurărilor citologice și imunologice ale organismului.

## Activitatea didactică și de cercetare științifică
Între anii 1953–1991 a urcat treptele ierarhiei didactice universitare de la asistent, la conferențiar universitar. A predat disciplina Chirurgie Generală studenților de la facultățile de Medicină Generală și Pediatrie. Între anii 1953-1991 a elaborat și publicat sau prezentat la diferite manifestări științifice din țară sau străinătate peste 300 de lucrări științifice din domeniul chirurgiei generale. Unele dintre ele au fost publicate în revistele Clujul Medical, Chirurgia, Archive de l' Union Médicale Balcanique.
Iudith Szabó a fost coautoare a patru tratate de medicină și a unui curs universitar în trei volume.

## Distincții
În 2013 Iudith Szabó a fost distinsă cu Crucea de Cavaler a Ordinului de Merit al Ungariei (Magyar Érdemrend Lovagkeresztje) conferită de președintele Ungariei, János Áder. În iunie 2023, Primăria orașului ei natal, Sântana, i-a conferit Diploma de Excelență. 

## Cărți publicate
- Ionescu, George[20], Szabó Iudith, Chirurgia colonului, Ed. Dacia, Cluj-Napoca, 1984
- Dumitrașcu D[21], Szabó,I și alții, Gastroenterologie preventivă, Editura Medicală 1986
- Ionescu, George, Szabó, Iudith, Cardan, Emil, Hemoragiile digestive superioare, Ed. Dacia, Cluj-Napoca, 1988
- Ionescu, George, Szabo, Iudith, Splina [chirurgie-interne-hematologie-imunologie etc.], Ed Dacia, Cluj-Napoca, seria Progrese în medicină, 1993
- Ionescu, George (sub redacția) Patologie Chirurgicală pentru uzul studenților, - volumul II, publicat de Institutul de Medicină și Farmacie Cluj și Clinica de Chirurgie I Cluj.